# Al Ruscio
Al Ruscio (* 2. Juni 1924 in Salem, Massachusetts; † 12. November 2013 in Los Angeles, Kalifornien) war ein US-amerikanischer Schauspieler und Charakterdarsteller.

## Leben
Ruscio war italienischer Abstammung, diente im Zweiten Weltkrieg beim United States Army Air Corps und begann nach dem Krieg noch während seiner College-Ausbildung seine Karriere am Theater. Er stand in den Sommerferien gemeinsam mit Lucille Ball und Bert Lahr, im darauf folgenden Jahr mit Martha Scott und Robert Alda auf der Bühne. Er spielte eine kleine Rolle in Henry Hathaways Kriegsfilm 13 Rue Madeleine, und Richard Conte empfahl Ruscio ein Schauspielstudium in New York City. Dieser Empfehlung kam er nach und studierte dort an der Neighborhood Playhouse School of the Theatre unter Sanford Meisner. Danach lehrte er am Brooklyn College und trat in Theatern quer durch die Vereinigten Staaten auf. Er tourte zudem mit Kim Stanley und Steve McQueen. 1950 hatte er auch ein Engagement am Broadway.
1958 zog er nach Hollywood und erhielt sofort erste Fernseh-Gastrollen. Er trat zudem dem Board of Directors der Screen Actors Guild bei. Er unterbrach Mitte der 1960er Jahre seine Film- und Fernsehkarriere um in Iowa die Schauspielschule des dortigen Midwestern College zu gründen. Danach lehrte er an der University of Windsor in Kanada und war künstlerischer Leiter der Academy of Dramatic Art an der Oakland University. Mit seiner Rückkehr nach Hollywood Mitte der 1970er Jahre setzte sich sein Erfolg im Fernsehen fort, wo er über mehrere Dekaden Gastrollen in erfolgreichen Serien verbuchen konnte. Wiederkehrende Rollen spielte er in der kurzlebigen Krimiserie Shannon, Alles Okay, Corky? sowie dem General Hospital-Ableger Port Charles. In der Miniserie Feuersturm und Asche spielte er 1989 Josef Stalin.
Auf der großen Leinwand konnte man Al Ruscio mehrfach als Mafiosi sehen, unter anderem als Tony Genaro im Kriminalfilm Al Capone,  Leo Cuneo in Der Pate III und Tony Paoli Sr. in Mit Vollgas nach San Fernando. In Paul Verhoevens Showgirls stellte er Mr. Karlman dar. Weitere Rollen hatte er in Richard Marquands Thriller Das Messer und John Duigans Filmbiografie Romero.
1954 heiratete er die Schauspielerin Kate Williamson, mit der er vier Kinder hatte. Nur wenige Wochen nach seinem Tod verstarb auch seine Frau.

## Filmografie (Auswahl)

### Fernsehen
(jeweils eine Folge, wenn nicht anders angegeben)
- 1958: Rauchende Colts (Gunsmoke)
- 1960–1962: Kein Fall für FBI (The Detectives, 3 Folgen)
- 1964: Die Seaview – In geheimer Mission (Voyage to the bottom of the sea)
- 1975: Die knallharten Fünf (S.W.A.T.)
- 1977: Starsky & Hutch
- 1979: Fantasy Island
- 1981: Hart aber herzlich (Hart to Hart, Folge „Rotkäppchen und der böse Colt“)
- 1982: Ein Colt für alle Fälle (The Fall Guy)
- 1982: T. J. Hooker
- 1983: Remington Steele
- 1984: Falcon Crest (2 Folgen)
- 1984: Hunter (Folge 1x06: Legacy)
- 1984: Mike Hammer
- 1985: Das A-Team (The A-Team)
- 1986: Simon & Simon
- 1986: Sledge Hammer!
- 1986: Trio mit vier Fäusten (Riptide)
- 1987: MacGyver
- 1992: Tequila und Bonetti (Tequila and Bonetti)
- 1993: Mord ist ihr Hobby (Murder, She Wrote)
- 1996: Emergency Room – Die Notaufnahme (ER)
- 1998: New York Cops – NYPD Blue (NYPD Blue)
- 1999: Akte X – Die unheimlichen Fälle des FBI (The X-Files, 2 Folgen)
- 2000: Veronica (Veronica’s Closet)
- 2002: The Guardian – Retter mit Herz (The Guardian)

### Film
- 1959: Al Capone
- 1980: Jeder Kopf hat seinen Preis (The Hunter)
- 1980: Mit Vollgas nach San Fernando (Any Which Way You Can)
- 1985: Das Messer (Jagged Edge)
- 1989: Blood Red – Stirb für dein Land (Blood Red)
- 1989: Romero
- 1990: Der Pate III (The Godfather Part III)
- 1991: Schuldig bei Verdacht (Guilty by Suspicion)
- 1994: Das Schweigen der Hammel (lIl silenzio dei prosciutti)
- 1995: Showgirls
- 1996: Das Phantom (The Phantom)
- 1998: Der kickende Müllmann (The Garbage Picking Field Goal Kicking Philadelphia Phenomenon)
- 2001: Der Pate von New York (Boss of Bosses)
- 2008: Winged Creatures